# Bibliographie de Francis Bacon
 (juillet 2013).
Cette page présente la bibliographie de Francis Bacon.

## Éditions des œuvres de Bacon
- Londres, 1740, 4 volumes in-folio
- The Works of Francis Bacon…, originally collected and revised by R. Stephens and J. Locker, and published after their deaths by T. Brich. Corrected throughout by J. Gambold ; the Latin volumes revised by W. Bowyer, 5 vol., Londres, 1765.
- The Works of Francis Bacon…, 16 vol., Londres, 1825 - 1834
- The Works of Francis Bacon…, Spedding (James), Ellis (Robert Leslie), 7 vol., Londres, Longmans, 1857 sqq. - Réimpression : 1887 - 1892. lire en ligne
- The Letters and Life of Francis Bacon, ed. James Spedding, 7 vols (1861–74).
- The Oxford Francis Bacon, Graham Rees et Lisa Jardine, Oxford, 1996

## Traductions françaises anciennes
- Marie-Nicolas Bouillet a publié les Œuvres philosophiques en les accompagnant d'introductions et de notes en français, Paris, 1834-1835, 3 vols. in 8.
- Œuvres de François Bacon…, traduites par Antoine de Lassalle, avec des Notes critiques, historiques et littéraires, 15 vol., Dijon, ans VIII - XI (1800 - 1803).
- De la Justice universelle: Essai d'un traité sur la justice universelle, édition bilingue (latine et française) de Jean-Baptiste de Vauzelles, Paris, 1824, réédition L'Harmattan, 2006
- Œuvres philosophiques, morales et politiques de Fr. Bacon…, avec une notice biographiques, traduites par Jean Alexandre Buchon, Paris, chez Auguste Desprez, 1838
- M. Lorquet a donné une traduction nouvelle du Novum Organum Paris, 1840, in-12.
- Œuvres de Bacon. Traduction revue, corrigée et précédée d'une Introduction, par M. F. Riaux, 2 vol., Paris, 1843

## Bibliographie ancienne
- La vie de Bacon a été écrite en latin par William Rawley, son secrétaire en 1638, en anglais par David Mallet en 1740.
- Alexandre Deleyre, Analyse de la Philosophie du Chancelier François Bacon, Paris 1755
- Jean-André Deluc. Précis de la philosophie de Bacon.
- Jean Baptiste de Vauzelles. Vie de Bacon. 1833.
- Joseph de Maistre, Examen de la Philosophie de Bacon, Paris - Lyon, 1836 lire en ligne.
- Dugald Stewart, Dissertation exhibiting the Progress of metaphysical, ethical and political Philosophy since of the Revival of Lettres in Europe, Edimbourg, 1854
- Charles de Rémusat, Bacon. Sa Vie, son Temps, sa Philosophie et son influence jusqu'à nos jours, Paris, 1857 lire en ligne
- John Campbell, Vie des lords chanceliers.
- Hepworth Dixon, Vie de Bacon. 1860.
- Jules Barthélemy-Saint-Hilaire, Études sur Bacon, Paris, 1890
- Victor Brochard, La Philosophie de Bacon, in Revue philosophique, 1891 ; repris dans Études de Philosophie ancienne et de Philosophie moderne, Paris, 1912

## Œuvres en ligne
- Œuvres en anglais (Project Gutenberg)
- Les œuvres complètes de Bacon traduites en français (Gallica)

## Source partielle
Marie-Nicolas Bouillet  et Alexis Chassang (dir.), « Francis Bacon (philosophe)/Bibliographie » dans Dictionnaire universel d’histoire et de géographie, 1878 (lire sur Wikisource)